# (1140) Крымея
(1140) Крымея (лат. Crimea) — астероид главного пояса, который принадлежит к спектральному классу S. Был обнаружен 30 декабря 1929 года советским астрономом Григорием Неуйминым в Симеизской обсерватории и назван в честь полуострова Крым, где расположена обсерватория.

Орбита астероида и его положение в Солнечной системе
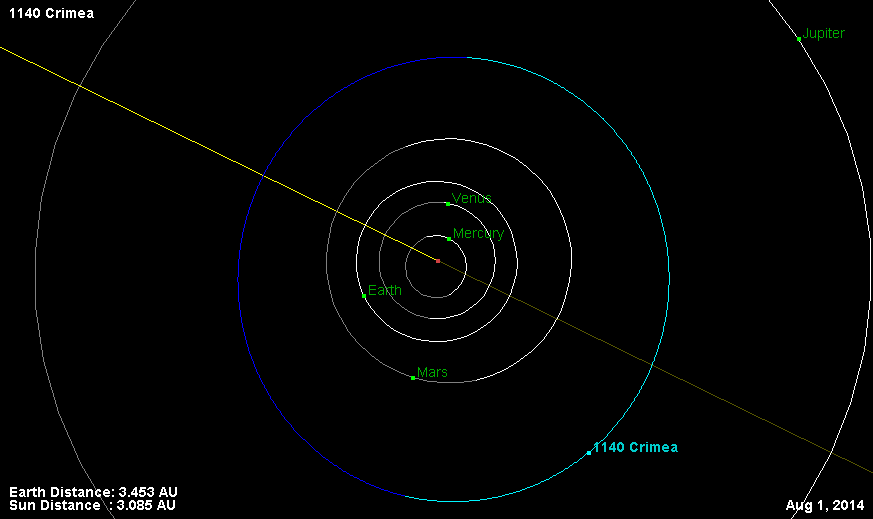
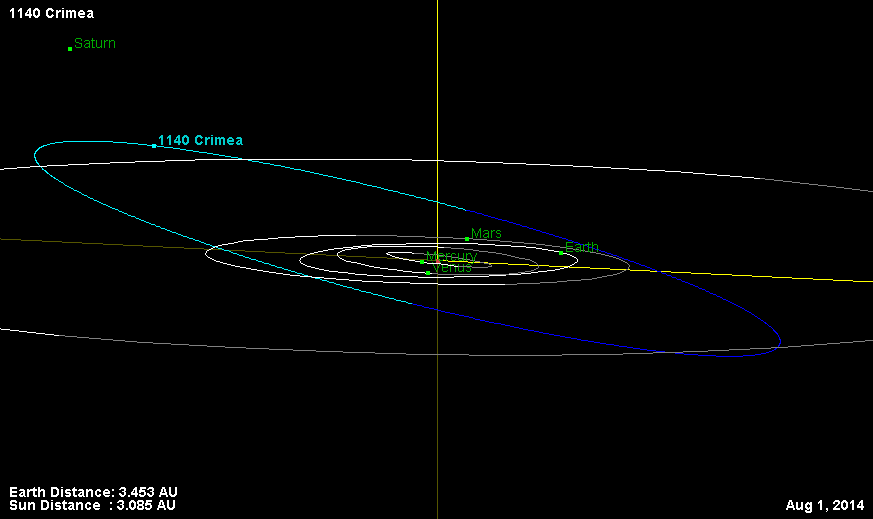